# Iago Amaral Borduchi
Iago Amaral Borduchi, noto anche con lo pseudonimo di Iago (Monte Azul Paulista, 23 marzo 1997), è un calciatore brasiliano, difensore del Bahia.

## Caratteristiche tecniche
È un terzino sinistro bravo in entrambe le fasi. Ha buona tecnica, velocità e abilità nei cross, oltre che personalità e bravura nelle marcature.

## Statistiche
Statistiche aggiornate al 18 maggio 2024.
| Stagione             | Squadra              | Campionato           | Campionato | Campionato | Coppe nazionali | Coppe nazionali | Coppe nazionali | Coppe continentali | Coppe continentali | Coppe continentali | Altre coppe | Altre coppe | Altre coppe | Totale | Totale |
| Stagione             | Squadra              | Comp                 | Pres       | Reti       | Comp            | Pres            | Reti            | Comp               | Pres               | Reti               | Comp        | Pres        | Reti        | Pres   | Reti   |
| -------------------- | -------------------- | -------------------- | ---------- | ---------- | --------------- | --------------- | --------------- | ------------------ | ------------------ | ------------------ | ----------- | ----------- | ----------- | ------ | ------ |
| 2017                 | Internacional        | B                    | 2          | 0          | CB              | 1               | 0               | -                  | -                  | -                  | -           | -           | -           | 3      | 0      |
| 2018                 | Internacional        | A+A1/SG              | 35+9       | 0+1        | CB              | 3               | 1               | -                  | -                  | -                  | -           | -           | -           | 47     | 2      |
| 2019                 | Internacional        | A+A1/SG              | 5+11       | 0+0        | CB              | 1               | 0               | CL                 | 6                  | 0                  | -           | -           | -           | 23     | 0      |
| Totale Internacional | Totale Internacional | Totale Internacional | 62         | 1          |                 | 5               | 1               |                    | 6                  | 0                  |             | -           | -           | 73     | 2      |
| 2019-2020            | Augusta              | BL                   | 10         | 1          | -               | -               | -               |                    | -                  | -                  |             | -           | -           | 10     | 1      |
| 2020-2021            | Augusta              | BL                   | 18         | 1          | CG              | 2               | 0               | -                  | -                  | -                  | -           | -           | -           | 20     | 1      |
| 2021-2022            | Augusta              | BL                   | 28         | 2          | CG              | 2               | 0               | -                  | -                  | -                  | -           | -           | -           | 30     | 2      |
| 2022-2023            | Augusta              | BL                   | 22         | 0          | CG              | 2               | 0               | -                  | -                  | -                  | -           | -           | -           | 24     | 0      |
| 2023-2024            | Augusta              | BL                   | 23         | 1          | CG              | 0               | 0               | -                  | -                  | -                  | -           | -           | -           | 23     | 1      |
| Totale Augusta       | Totale Augusta       | Totale Augusta       | 101        | 5          |                 | 4               | 0               |                    | -                  | -                  |             | -           | -           | 105    | 5      |
| Totale carriera      | Totale carriera      | Totale carriera      | 163        | 6          |                 | 9               | 1               |                    | 6                  | 0                  |             | -           | -           | 178    | 7      |